# Terence Films
Terence Films est une société de production de fictions créée en 2005 par Stéphane Meunier et Bertrand Cohen.

## Historique
La société Terence Films est née en 2005 de la rencontre entre un producteur, Bertrand Cohen, issu de la fiction et un réalisateur, Stéphane Meunier, venu du journalisme (M6, Capa, Canal+). Cette rencontre a eu pour décor le tournage de la série Ma Terminale une série de 25 épisodes créée pour M6 qui expérimentait la fiction avec les codes de la réalité.
Le 8 octobre 2018, le groupe Banijay annonce à Variety qu'il prend participation dans Terence Films.(Banijay acquires French drama production Terence Films)

## Films
- Sortie de Magnificat le 14 juin 2023, le film réalisé par Virginie Sauveur avec Karin Viard, François Berléand et Maxime Bergeron[1].
- En avril 2021, Terence Films et Move Movie accèdent à l'avance sur recettes du CNC pour le projet Magnificat porté par Virginie Sauveur.
- En 2005, L'équipe de Terence Films a produit le film « 2013 la fin du pétrole » réalisé par Stéphane Meunier, avec Hippolyte Girardot et Gwendoline Hamon diffusé dans le cadre de l’émission politique C’est déjà demain sur Canal+.
- En 2008, Terence Films a produit Fortunes, une comédie sociale de 90 min pour Arte et France 2 réalisée par Stéphane Meunier. Le téléfilm a été vu par près d'un million de téléspectateurs lors de sa première diffusion le 19 décembre 2008.

Fortunes a reçu le prix Genève du Meilleur premier script de fiction au Prix Europa de Berlin 2008, ainsi que le prix du meilleur film francophone TV5Monde au festival International Cinéma Tous Écrans de Genève en 2008.

### Magnificat
Écrit et réalisé par Virginie Sauveur et co-écrit par Nicolas Silhol, le film Magnificat est en co-production avec Move Movie et a reçu l'avance sur recettes. Karin Viard, François Berléand et Maxime Bergeron interprètent les rôles principaux du film. Le tournage a eu lieu d'octobre à novembre 2021 en Ile de France et en Région PACA. Le long-métrage est une adaptation du roman Des femmes en noir d’Anne-Isabelle Lacassagne,.

## Séries

### Foudre
Depuis 2006, Terence Films a produit 5 saisons de Foudre, une fiction familiale qui a reçu le prix du meilleur programme jeunesse au Festival de la Fiction TV de la Rochelle en 2008. La série a rencontré un succès populaire croissant, expliquant les renouvellements par France 2 jusqu'à la saison 5.
Foudre est diffusé dans le monde sur les chaînes suivantes :
| Pays               | Chaîne(s) | Première diffusion | Nom                                 |
| ------------------ | --------- | ------------------ | ----------------------------------- |
| Italie             | Italia 1  | 7 juillet 2008     | Summer Crush (Coup de foudre d'été) |
| Pologne            | ZigZap    | 1er août 2008      | Odnaleźć Alice                      |
| Finlande           | YLE TV2   | 1er juin 2009      | Kesärakkaus                         |
| Diffusion mondiale | TV5 Monde | 7 juillet 2008     | Foudre                              |

Foudre est aujourd'hui vendue dans environ 30 pays et a été nommée[Par qui ?] en 2009 comme série française la mieux exportée.

### Fortunes(du téléfilm à la série)
En 2008, Terence Films a produit Fortunes, une comédie sociale de 90 min pour Arte et France 2 réalisée par Stéphane Meunier. Elle a été vue par près d'un million de téléspectateurs lors de sa première diffusion le 19 décembre 2008.
Fortunes a reçu le prix Genève du Meilleur premier script de fiction au Prix Europa de Berlin 2008, ainsi que le prix du meilleur film francophone TV5Monde au festival International Cinéma Tous Écrans de Genève en 2008.
Au vu du succès du film ARTE France a commandé une déclinaison de Fortunes  en série de huit épisodes de 50 min qui a été diffusée à partir du 22 mars 2011 sur Arte. Le tournage de la série a eu lieu entre juin et octobre 2009 à Tours et au Liban. Salim Kechiouche, Arnaud Ducret, El Bachir Bouchalga, Farid Larbi, Alexia Portal et Barbara Cabrita interprètent les rôles principaux de la série. Jackie Berroyer, Armelle et Bruno Solo apparaissent également au casting.

### Brother and Brother
Terence Films a coproduit trois saisons de cette fiction courte pour Canal+.

### Cut!
La série Cut ! est diffusée sur France Ô à partir du 30 septembre 2013. Cut ! est une nouvelle série de fiction familiale qui compte 70 épisodes de 26 minutes, et qui a pour principal décor l'ïle de La Réunion. Un dispositif Transmedia innovant est mis en place : 400 séquences inédites sont diffusées durant les 100 jours d’antenne de la série à travers les publications quotidiennes de Jules et Lulu les jeunes personnages de la série, sur leurs comptes  Facebook, Twitter, Youtube et Instagram. Une application dédiée à la série « Jules 974 » est également disponible sur Apple et Androïd pour poursuivre la série transmédia accompagnée de la chaine Youtube et du compte Instagram de « MissLulu974 ».
Le 1er épisode a été présenté au Festival de la Fiction TV de La Rochelle le 14 septembre 2013 et la série a été nommée au Festival de Luchon 2014 dans la catégorie Meilleure œuvre de Transmedia.
La fiction familiale a reçu un accueil positif dans la presse où l'originalité et les innovations de la série ont été mises en avant.
En 2018, une 6ème saison de Cut ! a été commandé par France Télévisions. 

### Les Innocents
« Un soir dans une cabane au bord d'un bois dans les Pyrénées, deux adolescents, Yann et Lucas, se découvrent une attirance réciproque. Soudain, une voiture arrive et une fusillade éclate. Ayant échappé de justesse au tueur, les garçons décident de ne rien dire de ce qu'ils ont vu, sur l'insistance de Lucas qui n'assume pas leur relation. Ils se retrouvent traqués par le tueur qui cherche à éliminer tous les témoins de sa tuerie, mais Hélène, la tante de Yann, mène l'enquête. »
Adaptation de la série télévisée norvégienne Témoin sous silence qui a déjà inspiré Eyewitness aux USA et Valea Mută en Roumanie, et composée de six épisodes, Les Innocents est diffusée du 7 au 21 janvier 2018 sur La Une, en Belgique, et du 11 au 25 janvier 2018 sur TF1 (rediffusion le lendemain sur HD1), en France, à raison de 2 épisodes par soirée, une fois par semaine. Elle connaît d'ailleurs un succès d'audience important,,,,, attirant en prime time un peu plus de 6 millions de spectateurs français, et atteignant les 8 millions dans les 30 jours suivants. 
Réalisée par Frédéric Berthe, la série compte parmi son casting Odile Vuillemin, Tomer Sisley, Jules Houplain et Victor Meutelet. Ils donnent notamment la réplique à Olivier Marchal, Barbara Cabrita, Cyril Gueï, Alexis Loret, Charlotte Valandrey. 
Le scénario et les dialogues sont de Delphine Labouret et Didier Le Pêcheur.  
|                 | Téléspectateurs | Parts d'audience |
| --------------- | --------------- | ---------------- |
| Épisodes 1 et 2 | 6 321 000       | 26,8 %           |
| Épisodes 3 et 4 | 6 066 000       | 25,6 %           |
| Épisodes 5 et 6 | 6 200 000       | 26,2 %           |

Le replay à J+7 élargit l'audience de près d'1 million et le replay à J+30 permet à la série de franchir la barre des 8 millions de téléspectateurs.

### Meurtres en Haute-Savoie
La fin de l'année 2017 a été marquée par le tournage de Meurtres en Haute-Savoie, qui s'inscrit dans la collection Meurtres à... diffusée sur France 3. Le film est interprété par Gwendoline Hamon, Thibault de Montalembert, et Jacques Weber.

### Police de Caractères
Le tournage de l'épisode 01 de Police de Caractères prend place à Lille en 2019. Il met en avant un binôme policier, composé de Louise Poquelin (Clémentine Célarié), une nordiste pure souche et mère célibataire débordée et d'Etienne de Beaumont, un littéraire un brin trop sérieux de retour dans sa région natale.  
Le premier épisode est diffusé sur France 3 le samedi 22 février 2020 et rassemble 3,9 millions de téléspectateurs, soit 19% de part d'audience ce soir-là. 
Le deuxième épisode, intitulé "Post Mortem", réalisé en 2020, est à son tour diffusé sur France 3 le 27 février 2021. Il accroche cette fois-ci 5,3 millions de téléspectateurs, soit 21,2% de part d'audience.
Le troisième épisode, intitulé "Cadavre Exquis", a rassemblé 4,3 millions de téléspectateurs, soit 21% de part d'audience. Le quatrième épisode "Un loup dans la bergerie" a accroché 4,4 millions de téléspectateurs, soit 19,2 % de part d'audience.    

### OPJ, Pacifique Sud
OPJ, Pacifique Sud est une série télévisée policière française créée par Bertrand Cohen, diffusée depuis le 4 novembre 2019 sur le réseau La Première et depuis le 11 novembre 2019 sur France Ô. Elle est aussi diffusée sur France 3 à partir du 27 avril 2020. Cette première saison est composée de 50 épisodes de 26 minutes, et se déroule à Nouméa, en Nouvelle-Calédonie. La série montre les enquêtes d'une équipe d'officiers de police judiciaire (OPJ), composée de la commandante Clarissa Hoarau (Yaëlle Trulès), du capitaine Gaspard Watson (Antoine Stip), du lieutenant Jackson Bellerose (Nathan Dellemme), et de la brigadière Kelly Kwaté (Marielle Karabeu).

### OPJ
Le tournage de la saison 2 est interrompue en raison de la pandémie Covid-19 ; il n'a pas pu se dérouler en Nouvelle-Calédonie et a donc eu lieu à La Réunion, de novembre 2020 à février 2021. La saison 2 est diffusée à la fois en prime sur France 3 (2x52) et en journée à partir du 26 juillet (20x52). La diffusion en 2x52 du 1 juillet 2021 en tête des audiences réalise la meilleure part de marché du jeudi soir de France3 depuis 2010. Sur le replay, OPJ est le troisième programme le plus puissant de France Télévisions.  

## Productions et réalisations
- 2005 : 2013 la fin du pétrole un film réalisé par Stéphane Meunier, avec Hippolyte Girardot et Gwendoline Hamon.
- 2006 : Foudre (série télévisée) saison 1
- 2006 : Brother and Brother (série télévisée) saison 1
- 2007 : Foudre (série télévisée) saison 2
- 2007 : Brother and Brother (série télévisée) saison 2
- 2008 : Fortunes le téléfilm (réalisé par Stéphane Meunier diffusé sur Arte le 19 décembre 2008)
- 2008 : Brother and Brother (série télévisée) saison 3
- 2009 : Foudre (série télévisée) saison 3
- 2010 : Foudre (série télévisée) saison 4
- 2011 : Foudre (série télévisée) saison 5
- 2011 : Fortunes la série (8 × 50 min, diffusion sur Arte à partir du 22 mars 2011)
- 2013 : Cut ! (série télévisée) saison 1 : 70 × 26 min
- 2014 : Cut ! (série télévisée) saison 2 : 71 × 26 min
- 2015 : Cut ! (série télévisée) saison 3 : 70 × 26 min
- 2016 : Cut ! (série télévisée) saison 4 : 70 × 26 min
- 2017 : Cut ! (série télévisée) saison 5 : 70 × 26 min
- 2018 : Les Innocents (6 × 52 minutes, diffusion sur TF1 à partir du 7 janvier 2018)
- 2018 : Meurtres en Haute-Savoie
- 2019 : OPJ Pacifique Sud (série télévisée) saison 1 : 20 × 52 min
- 2020 : Police de Caractères (collection) épisode 01
- 2021 : Police de Caractères (collection) épisode 02 - "Post Mortem"
- 2021 : OPJ 9-7-4 (série télévisée) saison 2 : 20 × 52 min
- 2021: OPJ (série télévisée) saison 3 : 18 × 52 min
- 2021 : Police de caractères (collection) épisode 3
- 2021 : Polices de caractères (collection) épisode 4
- 2021 : Magnificat (Long Métrage Move Movie Orange Cinéma)
- 2022 : OPJ (série) saison 4 : 18 x 52 min
- 2023 : Rivière perdue (mini-série de 6 × 52 min)
- 2023 : OPJ (série) saison 5 : 18 × 52 min

## Distinctions
« Prix du public » au festival de Beausoleil/Monaco pour Les Innocents 
- Meilleure œuvre de Transmedia, Festival de Luchon - nomination pour Cut ! , 2014[9]
- Prix Spécial du Jury, Grand Prix RTL des Séries - prix pour Fortunes, 2012[25]
- Prix du producteur français de télévision (PROCIREP), catégorie Fiction - nomination, 2010[26]
- Meilleure série, Festival de la Fiction TV de la Rochelle - nomination pour Fortunes, 2009
- Meilleure série, TV Series Comedy Category, 49e Festival de Télévision de Monte-Carlo - nomination pour Foudre, 2009
- Meilleur premier script de fiction, Prix Europa de Berlin - prix pour Fortunes, 2008[27]
- Meilleur film francophone TV5 Monde, Festival International Cinéma Tous Écrans de Genève - prix pour Fortunes, 2008[28]
- Meilleur programme jeunesse, Festival de la Fiction TV de la Rochelle - prix pour Foudre, 2008[29]